# Statusdeutscher

Urkunde über die Feststellung der Deutscheneigenschaft nach Art. 116 Abs. 1 GG

Statusdeutscher (auch Status-Deutscher oder „Als-ob-Deutscher“) ist ein Deutscher im Sinne des Grundgesetzes, der jedoch kein deutscher Staatsangehöriger ist.

## Rechtliche Situation
Nach Artikel 116 Absatz 1 GG bedeutet das, dass er „als Flüchtling oder Vertriebener deutscher Volkszugehörigkeit oder als dessen Ehegatte oder Abkömmling in dem Gebiete des Deutschen Reiches nach dem Stande vom 31. Dezember 1937 Aufnahme gefunden hat“. Statusdeutsche verfügen demnach über alle Rechte und Pflichten von deutschen Staatsangehörigen; allerdings ist es in der juristischen Literatur umstritten, ob sie ihnen auch völkerrechtlich als gleichgestellt angesehen werden können und die Eigenschaft als Statusdeutsche überhaupt eine entsprechende Auswirkung hat. Dabei wird die Auffassung vertreten, dass ein diplomatischer Schutz ausgeschlossen sei. Dem wird entgegengehalten, dass der Deutschen-Status vom Willen des Betroffenen abhängt und die Statuseigenschaft seit dem 3. Oktober 1990 de jure (davor bereits de facto) „nur durch Aufnahme in der Bundesrepublik erworben werden kann (…)“, womit „ein ausreichender Anknüpfungspunkt für die völkerrechtliche Vertretung“ durch die Bundesrepublik Deutschland und insbesondere „für die Ausübung diplomatischen Schutzes“ vorgelegen habe. Gleichwohl sind die Statusdeutschen „in viele völkerrechtliche Verträge der Bundesrepublik durch ausdrückliche Regelungen mit aufgenommen“ worden.
Die Rechtsstellung eines Statusdeutschen wird erst mit der Aufnahme des Betroffenen in Deutschland erlangt. Der Begriff „Flüchtling oder Vertriebener deutscher Volkszugehörigkeit“ wurde erst in dem Ersten Abschnitt des Bundesvertriebenengesetzes vom 19. Mai 1953 bundeseinheitlich definiert.
Der Begriff „Aufnahme gefunden hat“ ist nicht eindeutig. Nach der Rechtsprechung des Bundesverwaltungsgerichts setzt „Aufnahme finden“ voraus, dass der Betroffene mit dem Zuzug einen ständigen Aufenthalt im Bundesgebiet erstrebt und aufgrund eines Tätigwerdens oder sonstigen Verhaltens der Behörden der Schluss gerechtfertigt ist, dass ihm die Aufnahme nicht verweigert wird. Das Aufnahmeverfahren war bis 1. Juli 1990 gesetzlich nicht geregelt und bis 1. Januar 1993 nur teilweise (für Aussiedler) geregelt. Seit dem 1. Januar 1993 ist nur die Aufnahme von Spätaussiedlern möglich. Wer infolge des Zweiten Weltkrieges in das Gebiet des Deutschen Reiches geflohen oder vertrieben worden ist, das Gebiet aber bis zum Inkrafttreten des Grundgesetzes am 24. Mai 1949 freiwillig oder unfreiwillig verlassen hat, hat die Rechtsstellung des Statusdeutschen nicht erworben.
Nach dem § 6 des Gesetzes zur Regelung von Fragen der Staatsangehörigkeit (StAngRegG) vom 22. Februar 1955 in der bis 1. August 1999 geltenden Fassung hatte ein Statusdeutscher den Einbürgerungsanspruch, wenn er „die innere oder äußere Sicherheit der Bundesrepublik oder eines deutschen Landes nicht gefährdet“. Bei der unanfechtbaren Ablehnung des Einbürgerungsantrags (§ 6 Abs. 2 StAngRegG) oder nach einer freiwilligen Verlegung des Aufenthaltes ins Aussiedlungsgebiet (§ 7 StAngRegG) ging die Eigenschaft eines Statusdeutschen verloren (nach dem 6. Juli 1977 allerdings nur dann, wenn der Statusdeutsche dadurch nicht staatenlos wurde). Im Übrigen richtet sich der Erwerb und der Verlust der Statusdeutscheneigenschaft nach dem Staatsangehörigkeitsgesetz (StAG).
Seit dem 1. August 1999, als im Grunde allen Statusdeutschen durch die Regelung des § 40a StAG a. F. (in der vor dem 20. August 2021 geltenden Fassung) die deutsche Staatsangehörigkeit verliehen wurde, soll die Anzahl derjenigen Statusdeutschen, die nicht unter diese Stichtagsregelung fielen, sehr gering sein. Das sind nur die Spätaussiedler und ihre Familienangehörigen, die zwar Aufnahme in der Bundesrepublik Deutschland gefunden haben, denen aber (noch) keine Bescheinigung nach § 15 BVFG ausgestellt wurde. Möglich ist auch, dass einzelne von ihnen die deutsche Staatsangehörigkeit mangels Antrags auf Bescheinigung noch nicht erworben haben. Mit der Ausstellung der Bescheinigung erwerben die Spätaussiedler und ihre Familienangehörigen die deutsche Staatsbürgerschaft (§ 7 StAG). Damit wird ihre Rechtsstellung eines Statusdeutschen beendet. 2007 formulierte der Staatsrechtler Ingo von Münch, der besondere Rechtsstatus der Statusdeutschen gehöre „praktisch der Vergangenheit an“.